# Alabamina
Alabamina es un género de foraminífero bentónico de la familia Alabaminidae, de la superfamilia Chilostomelloidea, del suborden Rotaliina y del orden Rotaliida. Su especie tipo es Alabamina wilcosensis. Su rango cronoestratigráfico abarca desde el Santoniense (Cretácico superior) hasta la Actualidad.

## Clasificación
Se han descrito numerosas especies de Alabamina. Entre las especies más interesantes o más conocidas destacan:
- Alabamina australis
- Alabamina wilcosensis

Un listado completo de las especies descritas en el género Alabamina puede verse en el siguiente anexo.